# BAG5
BAG5‏ (BCL2 associated athanogene 5) هوَ بروتين يُشَفر بواسطة جين BAG5 في الإنسان.